# 浪平博人
浪平 博人（なみひら ひろと、1942年2月21日- ）は、大妻女子大学社会情報学部教授、技術士（情報処理）、博士（工学）， 専門は管理工学

## 略歴
- 広島大学工学部卒業
- ブリヂストン入社 約21年間勤務，コンピュータ部にて，技術計算，オペレーションズ・リサーチ，需要予測，在庫問題に従事，生産システム部にて，物流システム，生産システムの設計などに従事。
- 産能短期大学 教授
- 1999年に，大妻女子大学社会情報学部教授就任，統計学，数理統計学，C言語，情報処理演習，管理工学，経営情報システム論等を担当
- 2012年大妻女子大学社会情報学部教授定年退職
- 2012年大妻女子大学退職後，動視化技術研究所 代表として活動～現在

## 論理の視覚化
大妻女子大学在職中から論理の視覚化に力を注ぎ、学校教育における算数・数学の理解度を劇的に向上させる「コンピュータによる学習内容の動的視覚化（コンテンツ化）」に成功。
2012年の大妻女子大学退職後は、動視化技術研究所の代表として、動的視覚化技術の普及に努めるとともに、独自の創造的思考法（感知力）の開発・展開を図っている。

## 専門分野
- オペレーションズ・リサーチ、情報処理
- 管理工学(マネジメント)
- 統計学

## 研究分野
- データ構造、アルゴリズム、オペレーションズ・リサーチ

## 主な著作
- e‐コマース―電子商取引のすべて，（エフライム ターバン、デービッド キング、ジョー リー、 H.ミカエル チャン著、共訳）、ピアソンエデュケーション
- Cプログラミング演習、日本理工出版会
- データ構造の基礎、日本理工出版会
- アルゴリズム、ＣＱ出版
- データ構造、ＣＱ出版
- 図解 C入門、オーム社
- ソート・検索、ＣＱ出版
- Cプログラミング入門、日本理工出版会
- 学習コンピュータ・アルゴリズム―やさしく学ぶ実用プログラミング、技術評論社
- アルゴリズム入門―データ表現と処理技術、オーム社
- 再帰表現法―スタック・ソート・ハノイの塔・検索・フラクタル図形・視覚処理・再帰方程式、オーム社
- 動的視覚化による統計学入門、日科技連出版社
- 物流を根底から変革するEDI戦略―トータルマネジメントガイド、（マーガレット・A. エンメルハインツ著、共訳）、日本ロジスティクス協会
- 感知力―混迷の中から新しい方向をつかみ出す、プレジデント社
- 情報表現技術、ＣＱ出版
- ザ・統計学　-形式的理解から魂が感動する理解へ-，（寺石雅英 共著），ファズボックス社
- 創造への感知力　-混沌の中で問題の本質と突破口を見出す-，（寺石雅英 共著），ファズボックス社
- ザ・多変量解析　-膨大なデータに潜む相互関連性を明らかにする-，（寺石雅英 共著），ファズボックス社
- 金融工学のエッセンス　-難関ブラックショールズを見える化する-，（寺石雅英 共著），ファズボックス社
- ザ・確率論　- 不確実な世界で合理的に考えるために -，ファズボックス社
- ザ・確率過程論　-時間とともに発生構造が変化する確率事象 -，ファズボックス社
- ザ・線形代数　- 比例と重ね合わせの世界を表現する -，ファズボックス社
- 代数学基礎 レベル１　- 手順の記憶から感動を引き出す理解へ -，ファズボックス社
- 代数学基礎 レベル２　- 手順の記憶から感動を引き出す理解へ -，ファズボックス社
- 代数学基礎 レベル３　- 手順の記憶から感動を引き出す理解へ -，ファズボックス社
- 代数学基礎 レベル４　- 手順の記憶から感動を引き出す理解へ -，ファズボックス社
- 代数学基礎 レベル５　- 手順の記憶から感動を引き出す理解へ -，ファズボックス社
- ザ・幾何学 - 図形にひそむ美しさの学び -，ファズボックス社
- ザ・複素関数論 - 複素領域で関数の帯びる不思議な性質 -，ファズボックス社
- マンデルブロー集合，（寺石雅英 共著），ファズボックス社

## 所属学会
- OR学会
- パソコン利用技術学会（理事）